# Te Kauwae-a-Māui

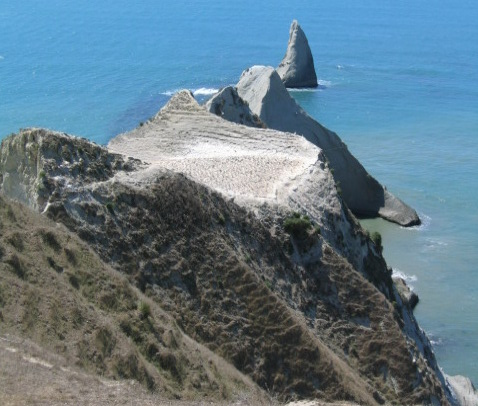
Cape Kidnappers.

Te Kauwae-a-Māui, eller mera allmänt Cape Kidnappers, är en udde på sydvästra Hawke's Bay på den nyzeeländska Nordön. Udden är belägen vid änden av en åtta kilometer lång halvö, 20 kilometer sydöst om staden Napier. Golfbanan Cape Kidnappers Golf Course är belägen mellan fastlandet och den närliggande kuststaden Te Awanga.